# Melodinus australis
Melodinus australis är en oleanderväxtart som först beskrevs av Ferdinand von Mueller, och fick sitt nu gällande namn av Jean Baptiste Louis Pierre. Melodinus australis ingår i släktet Melodinus och familjen oleanderväxter. Inga underarter finns listade i Catalogue of Life.